# Monomorium demisum
Monomorium demisum är en myrart som beskrevs av Santschi 1936. Monomorium demisum ingår i släktet Monomorium och familjen myror. Inga underarter finns listade i Catalogue of Life.